# かぶらせんべい

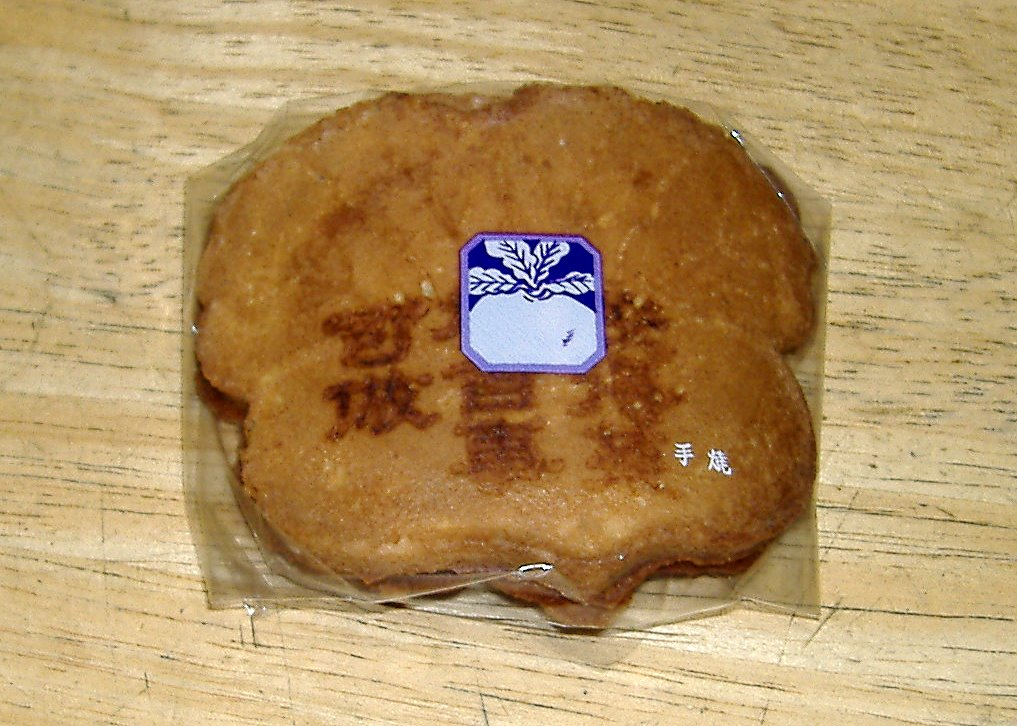
個別包装された
かぶらせんべい（中）

かぶらせんべい（かぶら煎餅）は、かぶらを象（かたど）った煎餅。三重県桑名市の銘菓とされる。

## 概要
原材料は砂糖、小麦粉、卵、膨張剤。カステラ生地の薄焼き煎餅で、ほんのり甘みがある。表面には『菜根譚』の書名のもとになった以下の漢文が焼印で押されている。
| 「 | 咬得菜根百事可做 | 」 |

モチーフとなった菜根譚とかぶらは、桑名で敬愛される松平定信の故事にちなんだものである。特にかぶらは伝統工芸品の桑名盆に描かれるなど、桑名を象徴するアイテムのひとつになっている。
この煎餅は、有限会社かぶら煎餅本舗で製造され、桑名市街にある本店（南寺町）と支店（一番街）の2箇所で販売されている。小・中・大と様々な大きさがあり、脱酸素パックとともに数枚ずつ透明個別包装して販売されている。
1951年（昭和26年）11月における昭和天皇の三重県巡幸の際には、御料食品として献上された。また、桑名市の特産品の一つとして見本市でも紹介されている。

## ギャラリー

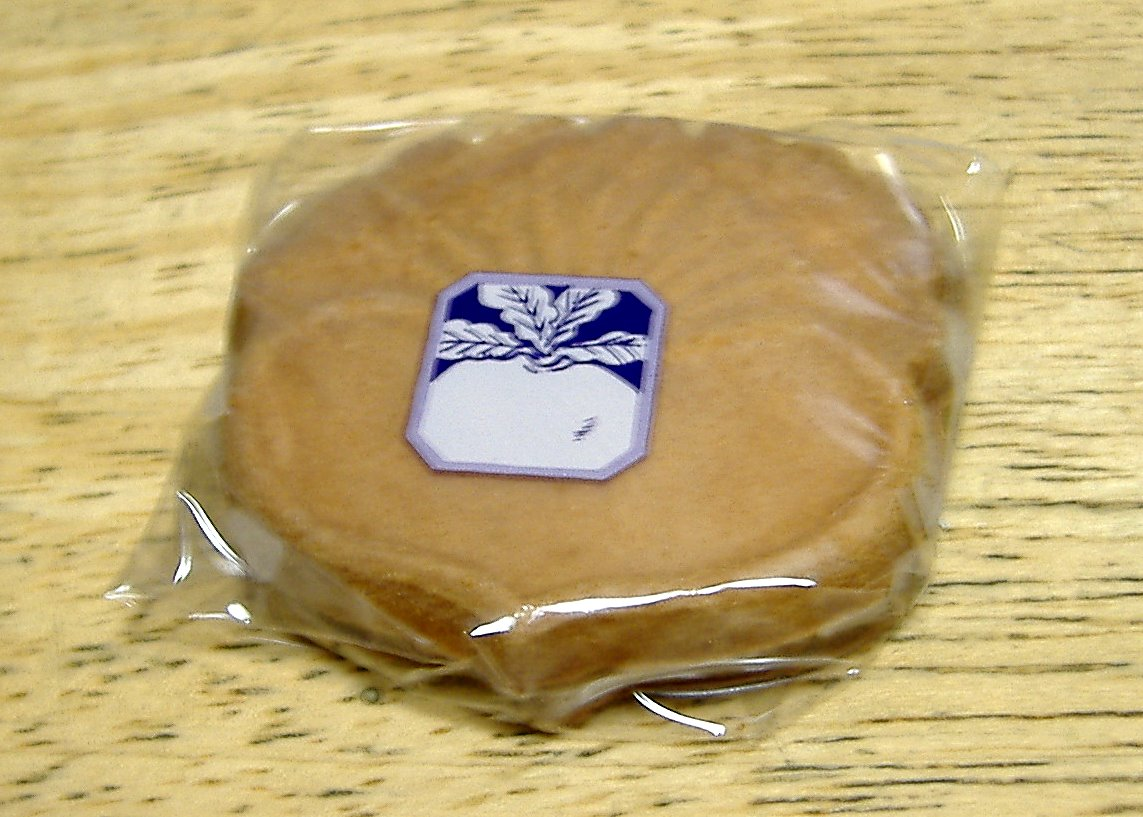
個別包装された かぶらせんべい（小）
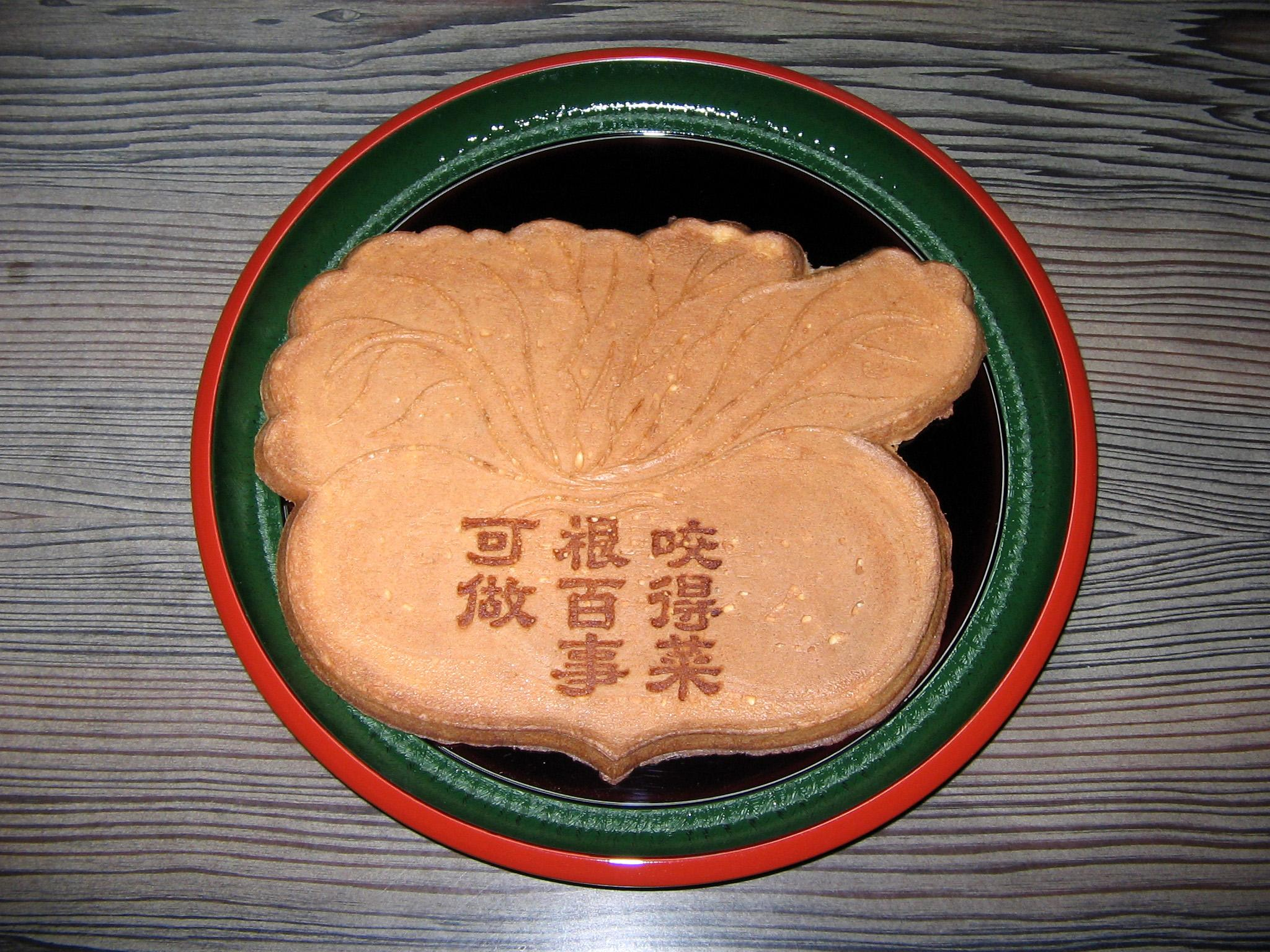
かぶらせんべい（大）の表面
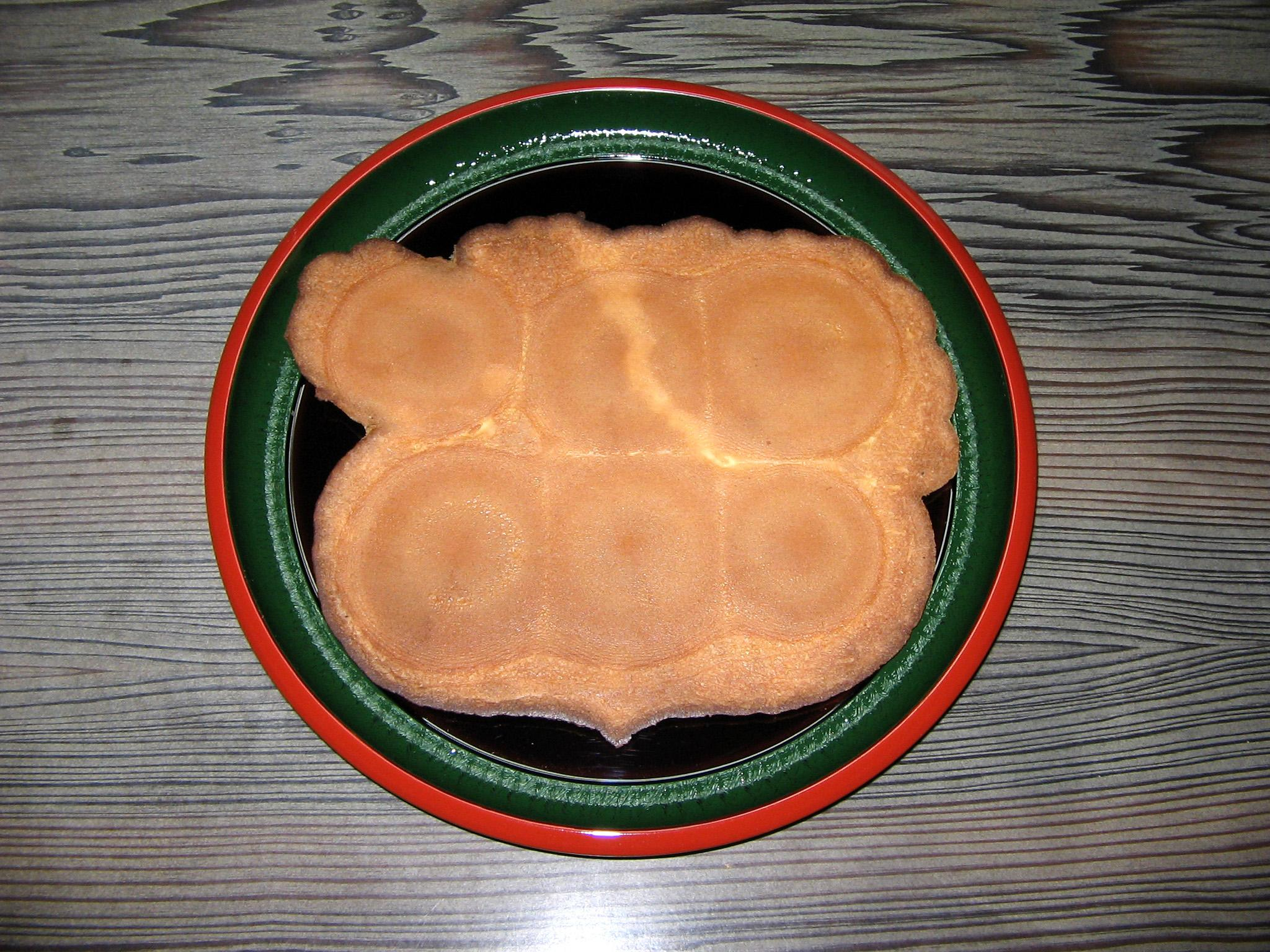
かぶらせんべい（大）の裏面